# Ferrocarril en Sierra Leona

Red ferroviaria de Sierra Leona. No se muestra la extensión de Tonkolili.

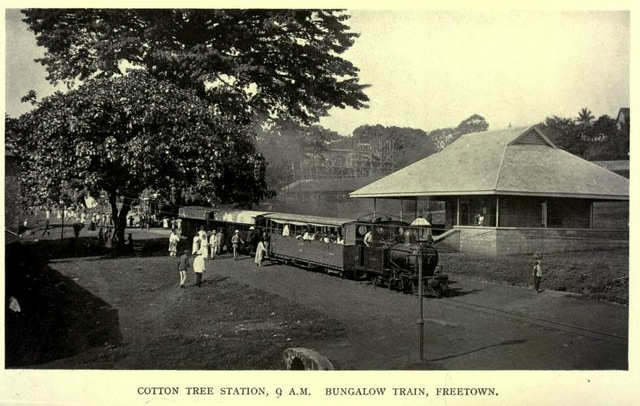
La estación de Cotton Tree de Freetown en 1915.

En Sierra Leona hay 84 kilómetros de ferrocarril, todos ellos privados y de vía estrecha, de 1.067 mm.

## Red
Sierra Leona ya no cuenta con ferrocarriles de transporte común, ya que el ferrocarril gubernamental de Sierra Leona, de 762 mm (2 pies 6 pulgadas), que iba de Freetown a Kenema y Daru pasando por Bo, con un ramal a Makeni, cerró en 1974. El país no comparte enlaces ferroviarios con los países adyacentes, Guinea y Liberia.
El ferrocarril existente entre el puerto de Pepel y la mina de hierro de Marampa está siendo reformado por African Minerals plc. Se trata de un ferrocarril de transporte común, pero se utilizará principalmente para el transporte de mineral de hierro. African Minerals también está construyendo una nueva vía férrea de ancho estándar desde la mina de hierro de Tonkolili hasta un nuevo puerto en Tagrin Point.

### Citas
1. ↑  «results.myway.com». Archivado desde el original el 13 de julio de 2012.